# Journal of Cardiac Surgery
Journal of Cardiac Surgery is een internationaal, aan collegiale toetsing onderworpen wetenschappelijk tijdschrift op het gebied van de cardiologie.
De naam wordt in literatuurverwijzingen meestal afgekort tot J. Card. Surg.
Het wordt uitgegeven door Wiley-Blackwell en verschijnt tweemaandelijks.
Het eerste nummer verscheen in 1986.